# Bupleurum yinchowense
Bupleurum yinchowense är en flockblommig växtart som beskrevs av R.H.Shan och Yin Li. Bupleurum yinchowense ingår i släktet harörter, och familjen flockblommiga växter. Inga underarter finns listade i Catalogue of Life.